# Inxuba Yethemba
Inxuba Yethemba (officieel Inxuba Yethemba Local Municipality) is een gemeente in het Zuid-Afrikaanse district Chris Hani.
Inxuba Yethemba ligt in de provincie Oost-Kaap en telt 65.560 inwoners.

## Hoofdplaatsen
Het nationaal instituut voor de statistiek, Stats SA, deelt sinds de census 2011 deze gemeente in in 3 zogenaamde hoofdplaatsen (main place):
Cradock • Inxuba Yethemba NU • Middelburg.